# Хуан Кабеса-де-Вака
Хуа́н Кабе́са-де-Ва́ка (ісп. Juan Cabeza de Vaca; ? — 12 січня 1413) — кастильський католицький священик. Єпископ Коїмбрський (1377—1384), Куенківський (1396—1407) і Бургоський (1407—1412). Представник кастильського роду Кабеса-де-Вака. Точна дата і місце народження невідомі. Під час церковного розколу став на бік авіньйонський антипап (1378). На початку португальського міжкоролів'я підтримав претензії кастильського короля Хуана І на португальську корону (1383). Залишив Португалію після поразки кастильців, повернувся до Кастилії. Очолював діоцезії в Куенці й Бургосі. Перетворив куенківську синагогу на Церкву святої Марії (1405). Фундував Бургоську церкву святого Миколая (1408). Брав участь у Гвадалахарських кортесах (1408) і Перпіньянському соборі (1408—1409). Був легатом антипапи Бенедикта ХІІІ до французького короля Карла VII. Дарував єронімітам Монтекорбанський монастир святої Марії (1410). Помер у Бургосі, Кастилія. Похований у Бургоському соборі.

## Імена
- Хуа́н Кабе́са-де-Ва́ка (ісп. João Cabeça de Vaca) — в іспанських документах
- Жуан Кабе́са-де-Ва́ка (порт. Juan Cabeza de Vaca) — у португальських документах.
- Іва́н, або Йоа́нн (лат. Ioannes) — у латинських документах.
- Хуа́н Ферна́ндес (ісп. Juan Fernandes) — по батькові
- Хуа́н Бу́ргоський (ісп. Juan de Burgos) — за назвою єпископства.
- Хуа́н Кої́мбрський (ісп. Juan de Coímbra) — за назвою єпископства.
- Хуа́н Куе́нківський (ісп. Juan de Cuenca) — за назвою єпископства.
- Хуа́н Кабе́са-де-Ва́ка-і-Торрес-Басан (ісп. Juan Cabeza de Vaca y Torres Bazán) – повне ім'я.

## Життєпис
Хуан Кабеса-де-Вака народився у Кастилії. Точна дата і місце його народження невідомі. Він був братом Педро Фернандеса Кабеси-де-Ваки, магістра Ордена Сантьяго, який загинув під час облоги Лісабона 1384 року.
До призначення єпископом Хуан працював деканом Толедського собору. 12 лютого 1377 року його поставили головою Коїмбрської діоцезії в Португалії. 
Під час церковного розколу 1378 року Хуан виступив прибічником авіньйонського антипапи Климента VII.
На початку чергової португальсько-кастильської війни 1381 року португальський уряд звинуватив коїмбрського єпископа Хуана у підтримці кастильців й кинув до в'язниці. Про це згадує лист антипапи від 1 травня 1387 року адресований єпископам Толедо і Севільї.
1382 року Хуан брав участь у розробці португальсько-кастильського мирного договору разом із лісабонським єпископом Мартіном Саморським і гуардським єпископом Афонсу Коррейєю. За умовами цієї угоди португальська інфанта Беатриса, донька португальського короля Фернанду I, мусила одружися із кастильським королем Хуаном І.
Наприкінці 1383 року, з початком португальського міжкоролів'я, Хуан увійшов до числа про-кастильської партії, що виступала за об’єднання Португалії й Кастилії під владою кастильського короля Хуана І. Коли в Лісабоні спалахнуло повстання патріотів, коїмбрський єпископ підтримав вторгнення кастильських військ. Ймовірно, після поразки під Лісабоном, обрання новим королем Жуана І та розгрому кастильців під Алжубарротою, Хуан покинув Португалію, повернувся до Кастилії й роками не відвідував своєї діоцезії. 
15 листопада 1396 року новий авіньйонський антипапа Бенедикт XIII призначив Хуана єпископом Куенкським. На нових землях він сприяв розвитку монастирів. 1405 року єпископ перетворив міську синагогу на Церкву святої Марії.
14 березня 1407 року Хуана призначили єпископом Бургоським. Наступного року він збудував у Бургосі красиву Церкву святого Миколая.
1408 року Хуан брав участь у Гвадалахарських кортесах, про що свідчить хроніка короля Хуана ІІ. Він також відвідував Перпіньянський собор, скликаний антипапою Бенедиктом XIII. Останній цінував бургоського єпископа й утримував при собі близько 2 років. Хуан виконував доручення антипапи, зокрема був його легатом до французького короля Карла VII.
1410 року Хуан повернувся до Бургоса й дарував єронімітам Монтекорбанський монастир святої Марії біля Санатадера. У 1411—1412 роках він провів синод Бургоської діоцезії.
Хуан помер 12 січня 1413 року в Бургосі, Кастилія. Його похвали у Бургоському соборі, в каплиці Івана Хрестителя. У XVI столітті на його могилі встановили кам’яний надгробок з помилковою датою смерті «1412».

## Праці
- Declaración sobre los diezmos de Moya y del Cabildo y una Declaración para que cobre la Iglesia el diezmo de Tragacete (ms.), s. l., s. f.